# Andraž Vehovar
Andraž Vehovar (* 1. března 1972 Lublaň, Jugoslávie) je bývalý slovinský vodní slalomář, kajakář závodící v kategorii K1.
Dvě stříbrné medaile pomohl získat slovinskému družstvu v závodech hlídek na mistrovstvích světa v letech 1995 a 1999. Z evropských šampionátů má ze závodů hlídek jedno stříbro (1996) a jeden bronz (1998). Na Letních olympijských hrách 1996 v Atlantě získal stříbrnou medaili v individuálním závodě K1.